# Nicklas Bergh
Nicklas Bergh, född 6 september 1982 i Eskilstuna, är en svensk fotbollsmålvakt som sedan 2011 spelar i Eskilstuna City FK.
Bergh började sin karriär i Triangelns IK, en fotbollsklubb som har sitt säte i Mesta i Eskilstuna. Därefter följde juniorspel i IFK Eskilstuna samt två säsonger i Division III (2000 - 2001) innan Bergh värvades till Eskilstuna City. År 2005 värvades Bergh av AIK. I AIK fick Bergh stå tillbaka för Daniel Örlund i Superettan 2005 och Allsvenskan 2006, varefter han lånades ut till Enköping under säsongen 2007, där han blev förstemålvakt. Inför säsongen 2008 övergick Bergh till AIK där han ett tag ersatte Daniel Örlund som AIK:s förstemålvakt. Sedan 2011 spelar Nicklas Bergh i Eskilstuna City där han bildar målvaktspar med Pelle Jerrelind.